# Elmenteitameer
Het Elmenteitameer (ook Elementaitameer en Elementeitameer) is een alkalisch meer in de Grote Riftvallei (Great Rift Valley) en ligt ongeveer 120 km ten noordwesten van Nairobi in Kenia. Het is onderdeel van het systeem van Keniaanse meren in de Grote Riftvallei en behoort sinds 2011 tot het UNESCO-wereldnatuurerfgoed. Bovendien valt dit meer onder de Conventie van Ramsar.

## Geografie

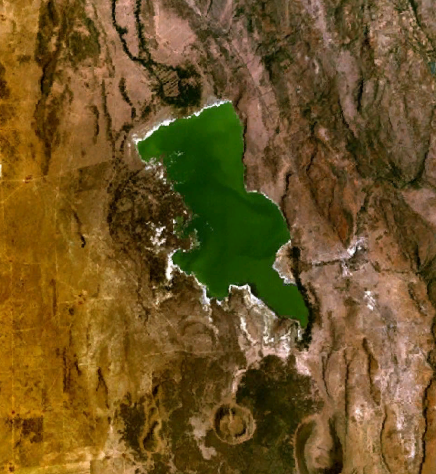
Satellietfoto van het Elmenteitameer

Elmenteita dankt zijn naam aan het woord muteita, dat in het Maa – de taal van de Masai – “stoffige plaats” betekent; die kwalificatie geldt met name voor de periode januari–maart, al is het meer in het recente verleden ook herhaaldelijk in andere perioden vrijwel geheel droog komen staan. Door de lage waterstand is het tijdens het droge seizoen omgeven door modderkorsten, die het vrij zeldzame mineraal trona bevatten.
Het meer ligt tussen het Naivashameer en het Nakurumeer. Tijdens het laat Pleistoceen en het vroeg Holoceen zijn het Elmenteita– en het Nakurumeer regelmatig verbonden geweest. Hiervan resteren lacustriene sedimenten. Het huidige meerbekken kent geen uitstroom. Het ligt ingesloten door vulkanen en bergplateaus: in het noorden door de vulkaan Menengai-Caldera, in het zuiden door de vulkaan mount Eburru, in het westen door de ~breukrand/slenkrand van de kliffen van de Mau-Escarpment en in het oosten door het Kinangop-plateau en het Aberdare-vulkaancomplex (Aberdare Range).
Het dichtstbijzijnde stadje is Gilgil. Verder naar het noordwesten ligt Nakuru en naar het zuidoosten Naivasha en Nairobi, allen gelegen langs de hoofdweg A104. De zuidelijke punt van het Elmenteitameer bevat de Kekopey-warmwaterbronnen, waarin men de exotische  vissoort Alcolapia grahami uit de familie cichliden heeft geïntroduceerd. Pelikanen en diverse geslachten uit de familie reigers foerageren er in het riet.

## Flora en fauna

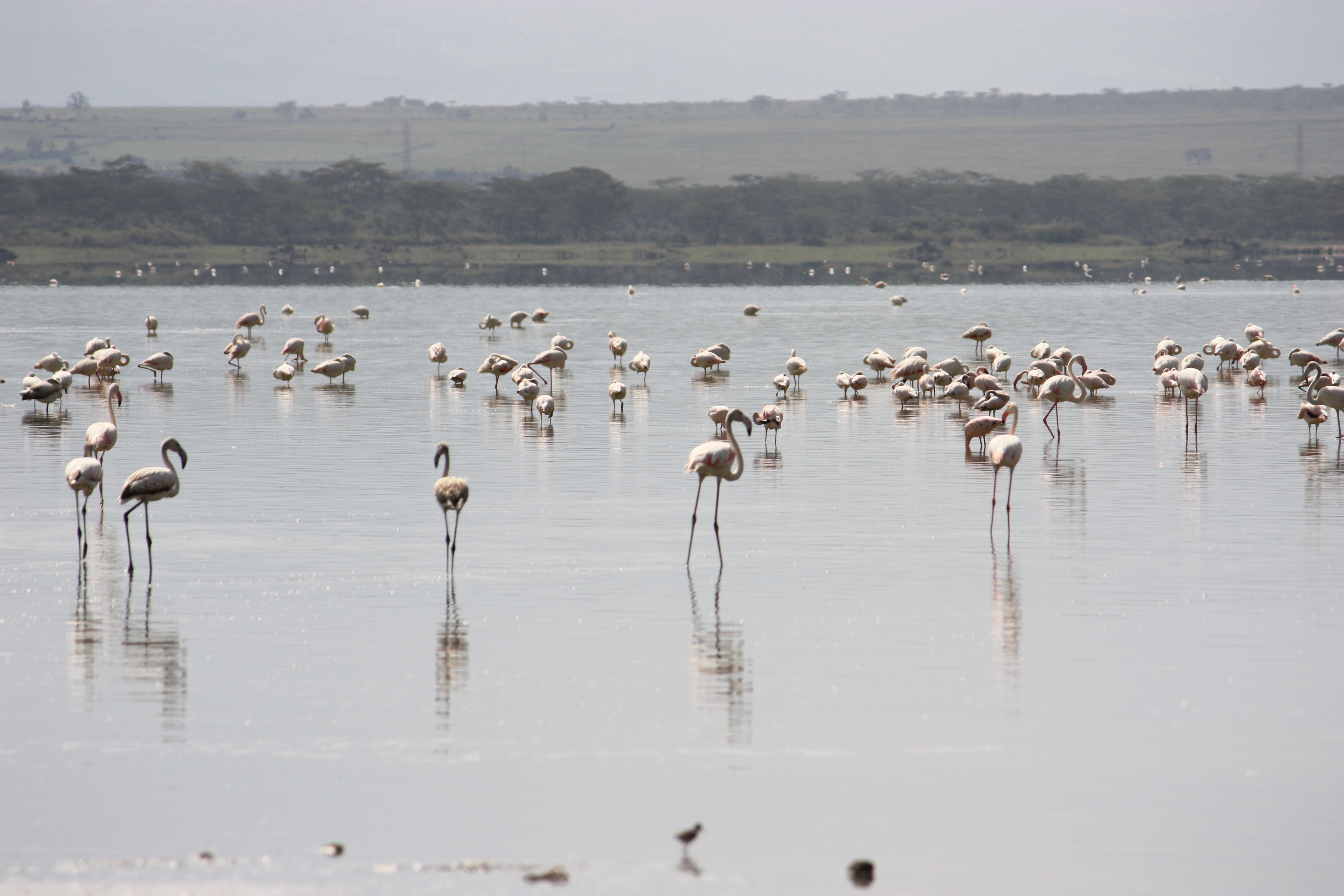
Flamingo’s in het meer

De status beschermd natuurgebied heeft het meer met name verworven door het keur aan vogels dat het huisvest. In de loop der jaren zijn meer dan 450 vogelsoorten waargenomen in de regio rond het Nakuru– en het Elmenteitameer. Het hoge zoutgehalte trekt diverse kreeftachtigen als ook insecten(larven) aan. En blauwalgen gedijen hier goed. Met name de Europese flamingo en de kleine flamingo vinden daarmee een ideale habitat in het Elmenteitameer.
Bovengenoemde Tilapia zijn in 1962 vanuit het Magadimeer in dit ecosysteem geïntroduceerd vanwege de visserij. De visetende vogelsoorten die erop af zijn gekomen, eten tevens de eieren en kuikens van de roze flamingo, met een forse populatie-afname als gevolg. Ruim een miljoen vogels hebben hun broedgebied hierdoor verlegd naar het Natronmeer in Tanzania.
Zebra’s, gazellen, elandantilopes en wrattenzwijnen vormen de voornaamste zoogdieren langs de oevers van het Elmenteitameer.

## Geschiedenis
De oudst bekende menselijke bewoning in deze regio dateert van het pastoraal neolithicum (ca. 1300 v.Chr.–800 AD) en betreft een cultuur, die antropologen Elmenteitan hebben genoemd.
In het meer recente verleden vestigde de Britse Lord Delamere in 1906 een ranch even ten westen van het Elmenteitameer. Dit boerenbedrijf besloeg 190 km2 (48 000 acre) en droeg de naam Soysambu, het Maa-woord voor de met striaties bedekte rotsformaties in de omgeving. Lord Delamere heette Hugh Cholmondeley, 3rd Baron Delamere (1879-1931). Het land aan de andere kant van het meer schonk hij aan zijn zwager, de Honorable Galbraith Lowry Egerton Cole (1881-1929), die het Kekopey Ranch doopte (tegenwoordig de Lake Elementaita Lodge). Het Elmenteitameer behoort tot de landerijen van de huidige Lord Delamere (de Soysambu conservancy).

## Economische exploitatie

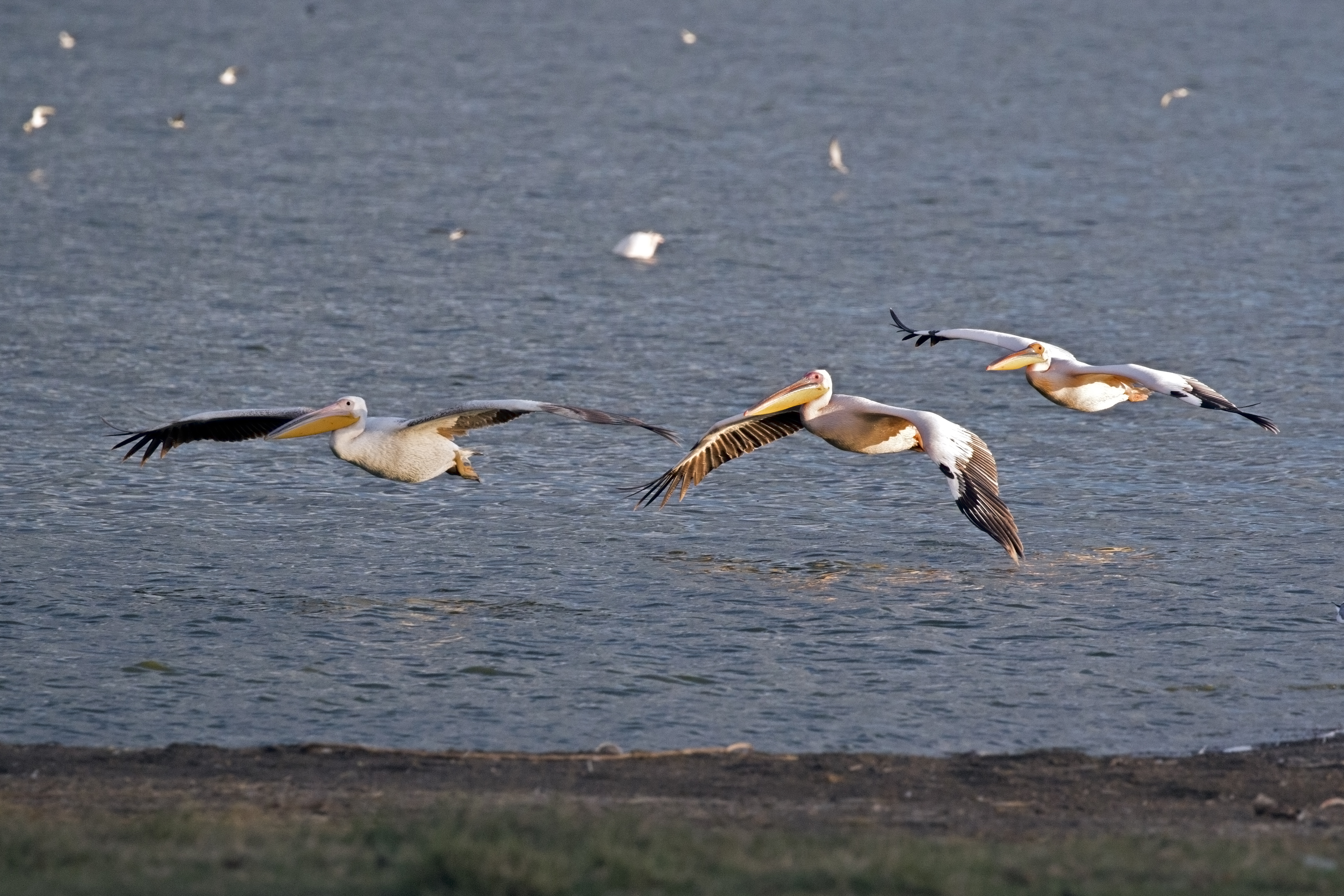
Pelikanen in vlucht

Het Elmenteitameer en zijn directe omgeving worden door de mens gebruikt als vis– en graasgronden, voor irrigatie van zelfvoorzieningslandbouw, voor de winning van zout, zand en diatomeeën en voor recreatie en toerisme.